# Мішула Олександр Геннадійович
!
Олександр Геннадійович Мішула (нар. 18 квітня 1992, Дніпропетровськ) — український баскетболіст. Захисник БК "Київ" і національної збірної України. Майстер спорту України міжнародного класу (з січня 2014).

## Клубна кар'єра
Вихованець «Дніпра» (Дніпропетровськ).
З 2009 року грає за основну команду «Дніпра» (Дніпропетровськ). У сезоні 2014/15 завоював у складі своєї команди срібні медалі Суперліги.

## Збірна
Виступав за юнацькі та молодіжні збірні України різних вікових категорій. Дебютував у національній збірній 2013 року. Учасник чемпіонату Європи з баскетболу 2013, на якому українці посіли 6-те місце. Учасник чемпіонату світу 2014.